# Шенген (замок)
Шенген (люкс. Schlass Schengen; фр. Château de Schengen; нем. Schloss Schengen) — замок, расположенный в деревне Шенген на юго-востоке Люксембурга, недалеко от границ с Францией и Германией. Построен в 1390 году, почти полностью перестроен в XIX веке. В здании в одно время находились гостиница и конференц-центр; в 2016 году замок продан Regus.
В замке были подписаны Шенгенские соглашения.

## История
Укреплённый замок XIV века был снесён промышленником Жаном-Николя Колларом в 1812 году, который построил на его месте особняк. Всё, что сохранилось от средневекового здания, — это круглая центральная башня. Самым известным посетителем замка был Виктор Гюго, который гостил у Колларов в 1871 году и сделал набросок старой башни.
С 1939 года замок занимала конгрегация святой Елизаветы, но в апреле 2010 года в замке начали функционировать гостиница и конференц-центр. Вместе с прилегающими строениями он может единовременно вместить до 100 участников конференции. В 2016 году компания Regus выкупила замок, и с тех пор он пустует.